# Cléo, robes et manteaux
Cléo, robes et manteaux è un film del 1935 diretto da Nunzio Malasomma.
Film realizzato nel 1933, ma distribuito due anni dopo a seguito di una vertenza legale.